# NGC 2857
NGC 2857 (també conegut com a Arp 1 i PGC 26666) és una galàxia espiral a la constel·lació de l'Ossa Major. Va ser descoberta el 9 de gener de 1856 per R. J. Mitchell.
NGC 2857 és el primer objecte de l'Atles de galàxies peculiars de Halton Arp, i un dels sis objectes Arp a la secció "Galàxies de poca brillantor en superfície". Les altres cinc galàxies de baixa brillantor superficial són Arp 2 (UGC 10310), Arp 3, Arp 4, Arp 5 (NGC 3664) i Arp 6 (NGC 2537).

## Supernova 2012fg
El 10 d'octubre de 2012, la Supernova 2012fg va ser observada a NGC 2857 pel sistema de detecció automàtica MASTER-Kislovodsk. La seva magnitud absoluta es calcula com a -19,8. L'espectre d'SN 2012fg va ser registrat i analitzat per diversos equips de científics, ja que va canviar ràpidament els dies següents a la seva detecció.